# Albin Sundsvik
Albin Erik Johan Sundsvik, född 27 april 2001 i Stockholm, är en svensk professionell ishockeyspelare som spelade för Skellefteå AIK i SHL.

## Klubbar
- Skellefteå AIK J20, SuperElit (2017/2018 - 2019/2020)
- Skellefteå AIK, SHL (2018/2019 - 2022/2023)